# Chinese Exclusion Act
De Chinese Exclusion Act was een Amerikaanse federale wet die in werking trad op 6 mei 1882 en de immigratie van Chinezen naar Amerika aan banden legde. De wet volgde op het Angell-verdrag uit 1880, dat een aanpassing was van het Burlingame-verdrag uit 1868, dat China de status van meest begunstigde natie had gegeven. De wet voorzag in een immigratiestop voor een periode van tien jaar. Met de Geary Act uit 1892 werd dit verlengd en werden de Chinese Amerikanen verplicht te allen tijde bewijzen van hun legale verblijf bij zich te dragen. In 1902 werd de stop permanent.
In 1943 werd de wet vervangen door de Magnuson Act die Chinezen meer rechten gaf, waaronder naturalisatie. Grootschalige immigratie door Chinezen werd echter pas weer mogelijk met de Immigration and Nationality Act of 1965.